# Ramgarh (distrikt)
Ramgarh är ett distrikt i Indien.   Det ligger i delstaten Jharkhand, i den östra delen av landet, 1 000 km sydost om huvudstaden New Delhi.